# Course d'Argentine des voitures de tourisme
La Course d'Argentine des voitures de tourisme (FIA WTCC Race of Argentina) est une épreuve du Championnat du monde des voitures de tourisme depuis 2013. Cette épreuve a lieu sur l'Autódromo Termas de Río Hondo. En 2013, lors de la première édition, la course 2 a été remportée par José María López qui disputait alors son premier meeting WTCC.

## Palmarès
| Saison | Course   | Pilote                                              | Constructeur                                        | Circuit                       |
| ------ | -------- | --------------------------------------------------- | --------------------------------------------------- | ----------------------------- |
| 2018   | Course 1 | Course annulée Remplacée par la Course de Slovaquie | Course annulée Remplacée par la Course de Slovaquie | Autódromo Termas de Río Hondo |
| 2018   | Course 2 | Course annulée Remplacée par la Course de Slovaquie | Course annulée Remplacée par la Course de Slovaquie | Autódromo Termas de Río Hondo |
| 2018   | Course 3 | Course annulée Remplacée par la Course de Slovaquie | Course annulée Remplacée par la Course de Slovaquie | Autódromo Termas de Río Hondo |
| 2017   | Course 1 | Yann Ehrlacher                                      | Lada                                                | Autódromo Termas de Río Hondo |
| 2017   | Course 2 | Norbert Michelisz                                   | Honda                                               | Autódromo Termas de Río Hondo |
| 2016   | Course 1 | Tom Chilton                                         | Citroën                                             | Autódromo Termas de Río Hondo |
| 2016   | Course 2 | José María López                                    | Citroën                                             | Autódromo Termas de Río Hondo |
| 2015   | Course 1 | José María López                                    | Citroën                                             | Autódromo Termas de Río Hondo |
| 2015   | Course 2 | Sébastien Loeb                                      | Citroën                                             | Autódromo Termas de Río Hondo |
| 2014   | Course 1 | José María López                                    | Citroën                                             | Autódromo Termas de Río Hondo |
| 2014   | Course 2 | José María López                                    | Citroën                                             | Autódromo Termas de Río Hondo |
| 2013   | Course 1 | Yvan Muller                                         | Chevrolet                                           | Autódromo Termas de Río Hondo |
| 2013   | Course 2 | José María López                                    | BMW                                                 | Autódromo Termas de Río Hondo |